# Belgique aux Jeux olympiques de 1912
La Belgique participe aux Jeux olympiques de 1912 à Stockholm en Suède.  Les athlètes belges y ont obtenu six médailles : deux d'or, une d'argent et trois de bronze.

## Médailles
| Médaille | Discipline | Épreuve                     | Athlète |
| -------- | ---------- | --------------------------- | --- |
| Or       | Escrime    | Épée individuel             | Paul Anspach |
| Or       | Escrime    | Épée par équipes            | Paul Anspach Henri Anspach Robert Hennet Orphile de Montigny Jacques Ochs François Rom Gaston Salmon Victor Willems              |
| Argent   | Aviron     | un rameur - skiff           | Polydore Veirman |
| Bronze   | Équitation | Saut d'obstacles individuel | Emmanuel de Blommaert |
| Bronze   | Escrime    | Épée individuel             | Philippe le Hardy de Beaulieu |
| Bronze   | Water-polo |                             | Albert Durant Herman Donners Victor Boin Herman Meyboom Joseph Pletincx Oscar Grégoire Félicien Courbet Jean Hoffman Pierre Nijs |